# Char solaire
 (mars 2017).
Si vous disposez d'ouvrages ou d'articles de référence ou si vous connaissez des sites web de qualité traitant du thème abordé ici, merci de compléter l'article en donnant les références utiles à sa vérifiabilité et en les liant à la section « Notes et références ».
« Chevaux du Soleil » redirige ici. Pour les autres significations, voir Chevaux du Soleil (homonymie).
Le char solaire est une allégorie cosmologique présente dans plusieurs mythologies et symbolisant la course du soleil dans le ciel. Le char est généralement tiré par un attelage de chevaux et transporte le dieu-Soleil d'est en ouest dans la journée, tandis qu'il fait le chemin inverse pendant la nuit.
C'est une allégorie similaire à la « barque solaire » que l'on retrouve dans la mythologie égyptienne.

## Mythologie nordique

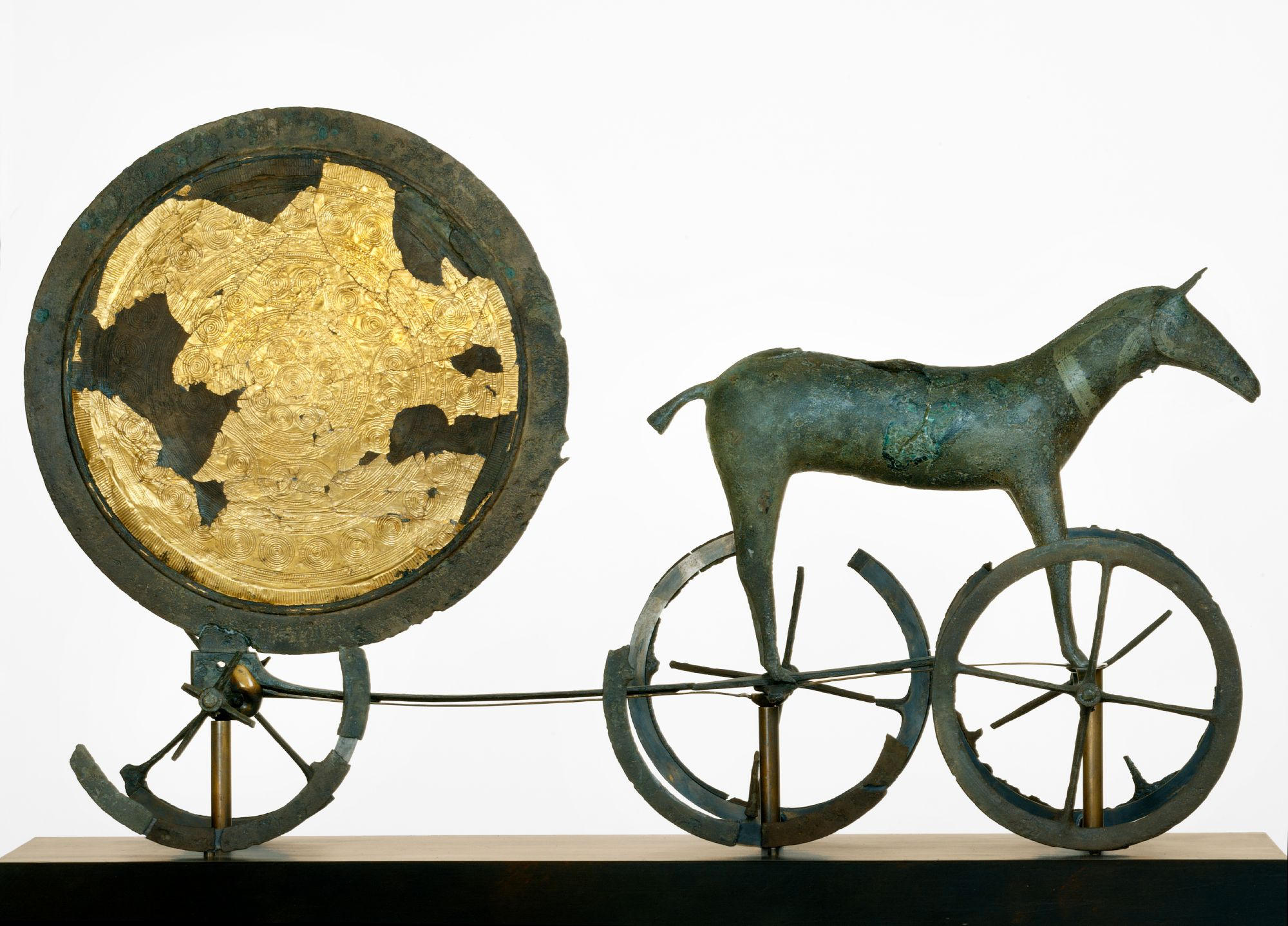
Le char solaire de Trundholm, découvert au Danemark en 1902.

Groupe de pétroglyphes de Tanum.

Dans la mythologie nordique, la déesse du soleil (Sól) conduit un char tiré par deux chevaux, Árvakr et Alsviðr. Le char est poursuivi par le loup Sköll qui tente de dévorer le soleil (et y parviendra lors du Ragnarök).
Des pétroglyphes nordiques datant l'Âge du bronze montrent de nombreuses représentations de chars en conjonction avec des croix solaires (notamment dans les gravures rupestres de Tanum). C'est également de cette époque que date le char solaire de Trundholm. Les chars de Peckatel et de Strettweg sont également parfois interprétés comme des chars solaires, mais sans certitude.

## Mythologie grecque

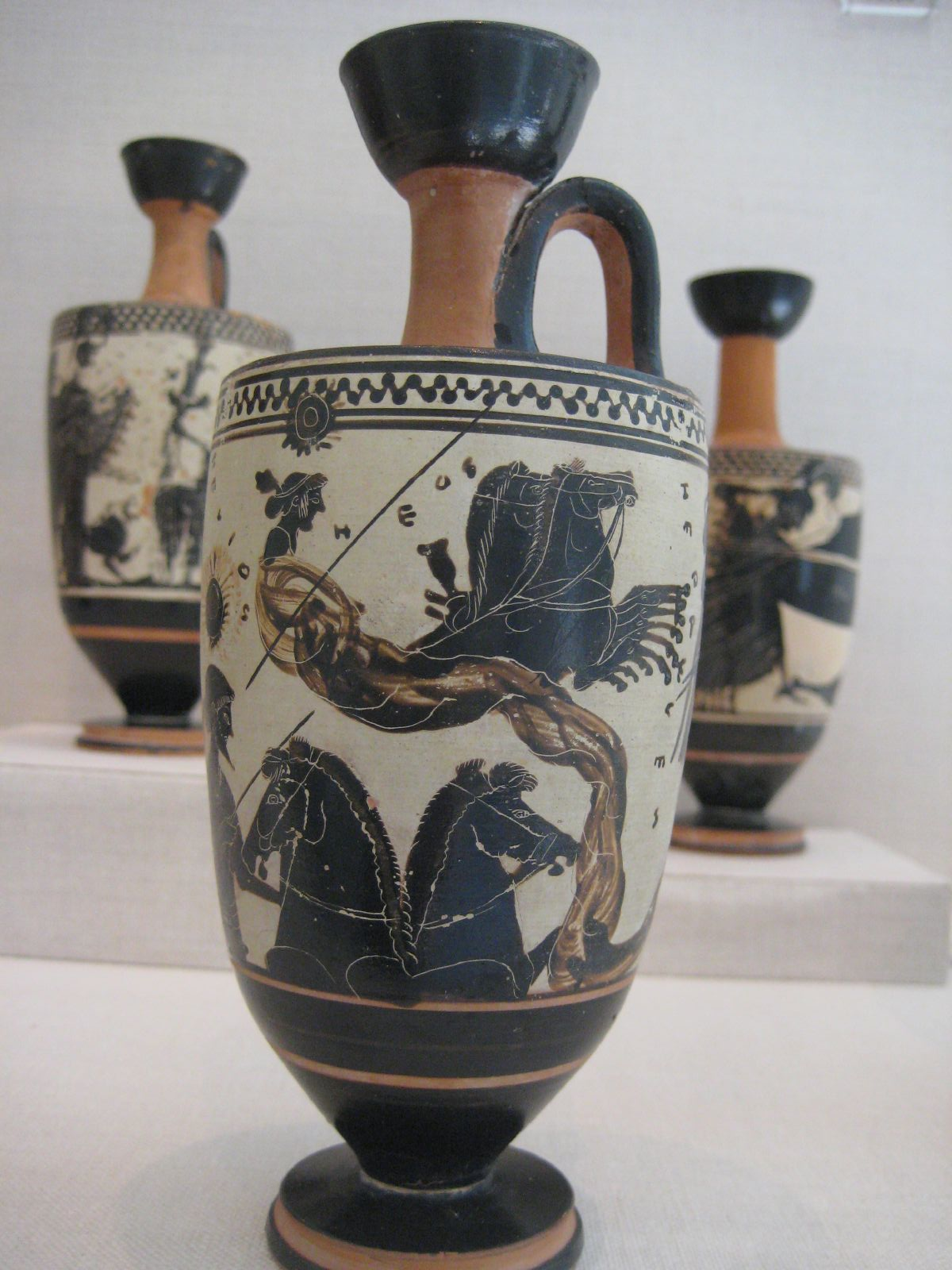
Hélios conduisant son quadrige, lécythe attique à fond blanc du Peintre de Sappho, Metropolitan Museum of Art (New York).

Le char solaire est souvent représenté sous la forme d'un quadrige dans la sculpture ou la céramique grecque antique.
La mention littéraire la plus célèbre est liée au mythe de Phaéton, rapporté par Ovide dans ses Métamorphoses : Phaéton se rend au palais du soleil (Hélios), son père, et ce dernier lui accorde une grâce de son choix en jurant sur le Styx. Phaéton demande la permission de conduire son char, tiré par les chevaux du soleil. Bien qu'Hélios tente de dissuader son fils par tous les moyens, il est finalement obligé de céder à cause de son serment. Les chevaux du soleil s'aperçoivent du changement de conducteur et ne reconnaissent plus la main de leur maître, ils se détournent de leur route ordinaire, montent tantôt trop haut en laissant la terre gelée et descendent tantôt trop bas en tarissant les rivières et en brûlant les montagnes. Zeus foudroie Phaéton afin de mettre un terme aux bouleversements qu'il provoque.
Les chevaux portent des noms différents selon les sources :
- Lampos (éblouissant midi ou resplendissant)
- Actéon (Aube rayonnante ou le lumineux)
- Chronos (Le temps)
- Éthion (Fougueux rouge)
- Astérope (Yeux étoilés)
- Bronté (Tonnerre)
- Pyrois (enflammé)
- Érythrée (Soleil levant ou le rouge)
- Phlégon (Soleil couchant ou qui aime la Terre)
- Éuos (de l'orient)

Ces chevaux vivraient parmi d'autres dans les écuries célestes. Lorsque Pégase n'est pas avec les muses ou en train de porter le foudre de Zeus, il s'y repose souvent. Éthion, Astérope, Bronté et Phlégon  tirent généralement le char d'Hélios pendant que Lampos et Actéon sont attelés au chariot d'Apollon.

## Sculpture et peinture
Le char solaire ou Char d'Apollon est un thème de prédilection pour nombre de sculpteurs et de peintres depuis l'Antiquité. 

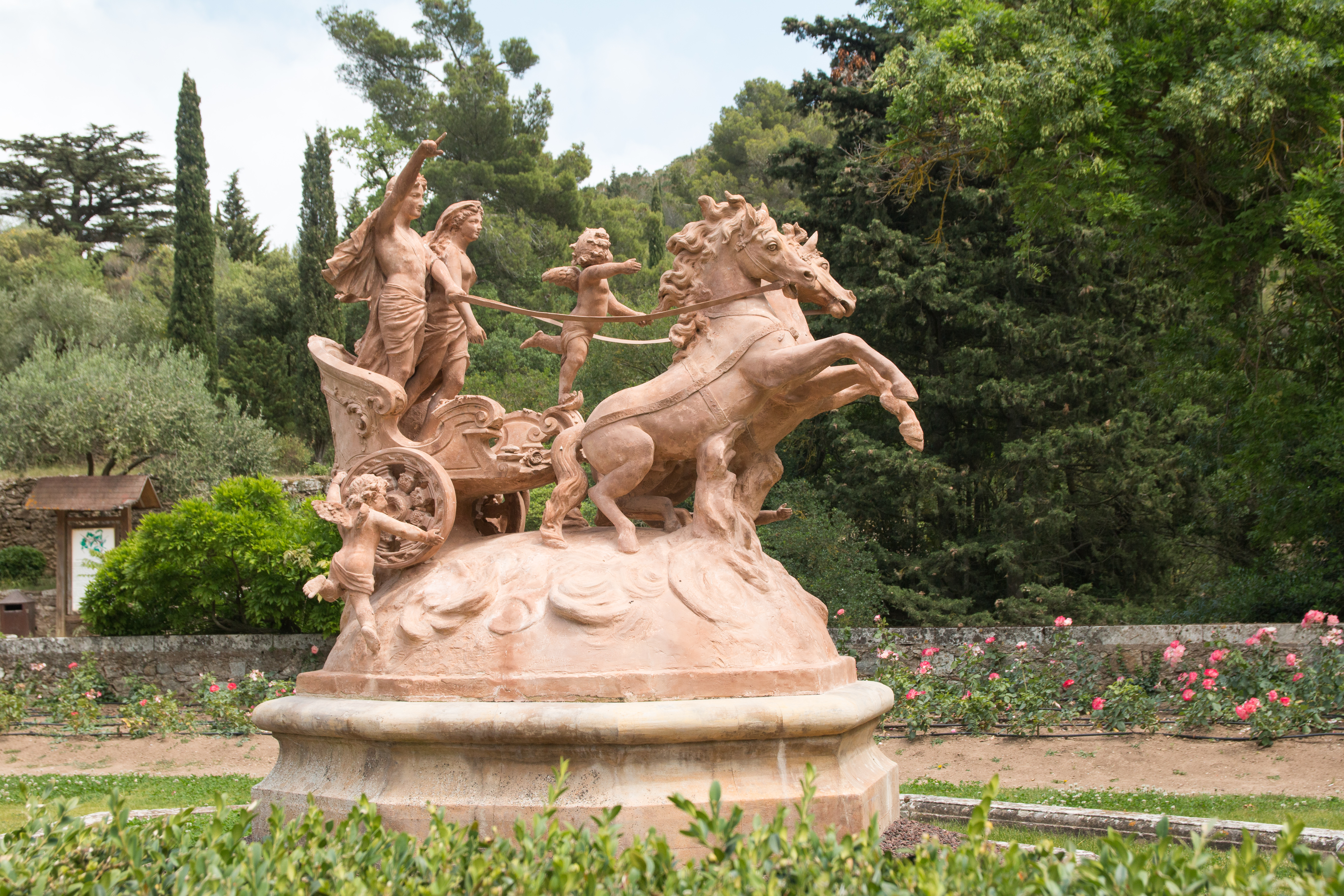
Le Char d'Apollon (fin de XIXe siècle), Louis et Étienne Gossin, Abbaye Sainte-Marie de Fontfroide
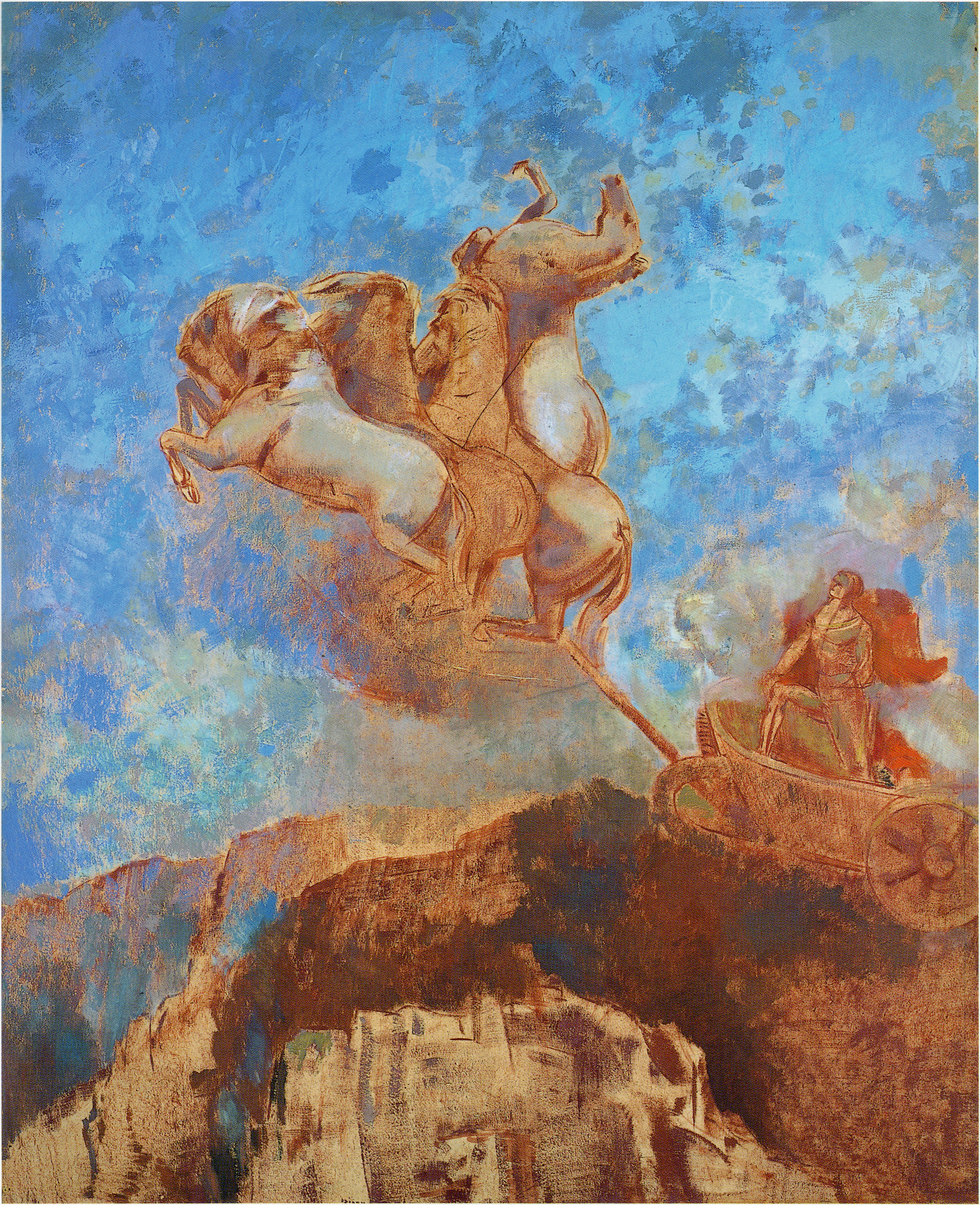
Le Char d'Apollon (1904-1914), Odilon Redon, série de plusieurs tableaux conservés dans différents musées

## Représentations
Le char solaire apparaît régulièrement dans La petite Olympe et les dieux à la différence près qu'il n'est tiré que par un seul cheval et qu'il n'est pas utilisé la nuit.